# Peratophyga tonseae
Peratophyga tonseae là một loài bướm đêm trong họ Geometridae.